# Стенлі Вайнбаум
Стенлі Грумен Вайнбаум або Уайнбаум (англ. Stanley Grauman Weinbaum; 4 квітня 1902, Louisville, США — 14 грудня 1935, Louisville, США) — американський письменник-фантаст, один з предтеч Золотої доби наукової фантастики.

## Біографія
Стенлі Вайнбаум народився в Луїсвіллі, штат Кентуккі. Спочатку здобув освіту в школі в Мілвокі, надалі вступив до Медісонського університету у штаті Вісконсин, плануючи стати дипломованим фахівцем з хімічних технологій, однак потім перейшов на кафедру англійської мови. Всупереч поширеній думці, вищої освіти він так і не отримав — здавши на спір іспит за приятеля, пізніше він був викритий і зрештою покинув університет в 1923 році. Після цього влаштувався працювати менеджером в кінотеатрі.
Писати оповідання Вейнбаум почав ще в 15 років. Перші поетичні публікації відбулися в 1921—1923 роках. Проте потім була довга перерва, а популярність прийшла до нього незадовго до смерті. Перша доросла прозова публікація у фантастичному жанрі — оповідання «Марсіанська Одіссея» 1934 року, яке згодом високо оцінював Айзек Азімов, а також інші письменники і критики. Вайнбаум став одним з найперспективніших письменників-фантастів у 1930-ті роки. Проте всього через півтора року після цієї публікації у віці 33 років Стенлі Вейнбаум помер від раку легенів.

## Визнання та вплив
Лестер дель Рей вважав, що «Вайнбаум більшою мірою, ніж будь-який інший письменник, посприяв висновку нашого жанру з депресії початку тридцятих років і поклав початок сучасної наукової фантастики». Еверетт Ф. Блейлер, однак, писав, що хоча Вайнбаум «в цілому вважається найбільш перспективним молодим автором НФ свого часу», його значення перебільшено. У той час як "стиль Вайнбаума був більш живою, ніж у його колег по жанру, і він приділяв багато уваги фоновим деталям, …його роботи були звичайною pulp-фантастикою зі стандартними сюжетами, недбалою постановкою, картонними персонажами та численними кліше в ідеях. Олексій і Корі Паншини вважають, що «час стер все, що було колись позитивними якостями Вайнбаума. Те, що залишилося, здається дивним і вигадливим».
В 1957 році вийшла екранізація його оповідання «Вищий ступінь адаптації» під назвою «She Devil». Ця розповідь був також адаптований для телебачення, Studio One випустила цю адаптацію під назвою «Кіра Зелас» (ім'я головної героїні) в ефір 12 вересня 1949 року. Радіопостановка «Вищого ступеня адаптації» була зроблена в 1950-х роках, але з якоїсь причини Вейнбаума не вказали в якості автора.
У 1973 році ім'ям Вейнбаума названо кратер на Марсі. У 2008 році він удостоївся премії Перевідкриття їм. Кордвейнера Сміта (Cordwainer Smith Rediscovery Award).

### Основні прижиттєві публікації

#### Ранні юнацькі публікації
- «The Lost Battle» — «The Mercury», 1917
- «Mostly Yvonne» — «The Wisconsin literary magazine», березень 1922
- вірші та поеми — «The Wisconsin literary magazine», 1921-23 р.р.

#### Основний період, 1934—1935р.р.
- «The Lady Dances» — 1934, під псевдонімом Marge Stanley — роман, опублікований у вигляді газетного серіалу
- «A Martian Odyssey» — ж. «Wonder Stories», липень 1934 — перше «доросле» опубліковане фантастичне оповідання
- «Valley of Dreams» — ж. «Wonder Stories», листопад 1934
- «Flight on Titan» — ж. «Astounding Stories», січень 1935
- «Parasite Planet» — ж. «Astounding Stories», лютий 1935
- «The Lotus Eaters» — ж. «Astounding Stories», квітень 1935
- «Pygmalion's Spectacles» — ж. «Wonder Stories», червень 1935
- «The Worlds of If» — ж. «Wonder Stories», серпень 1935
- «The Ideal» — ж. «Wonder Stories», вересень 1935
- «The Planet of Doubt» — ж. «Astounding Stories», жовтень 1935
- «The Red Peri» — ж. «Astounding Stories», листопад 1935
- «The Adaptive Ultimate» — ж. «Astounding Stories», листопад 1935, під псевдонімом John Jessel
- «The Mad Moon» — ж. «Astounding Stories», грудень 1935

### Основні посмертні публікації

#### Оповідання та повісті
- «The Point of View» — ж. «Wonder Stories», січень 1936
- «Smothered Seas» — ж. «Astounding Stories», січень 1936 (у співавторстві з Ральфом Мілном Фарлі)
- «Yellow Slaves» — ж. «True Gang Life», лютий 1936 (у співавторстві з Ральфом Мілном Фарлі)
- «Redemption Cairn» — ж. «Astounding Stories», березень 1936
- «The Circle of Zero» — ж. «Thrilling Wonder Stories», серпень 1936
- «Proteus Island» — ж. «Astounding Stories», серпень 1936
- «Graph» — ж. «Fantasy Magazine», вересень 1936
- «The Brink of Infinity» — ж. «Thrilling Wonder Stories», грудень 1936
- «Dawn of Flame» — у збірнику «Dawn of Flame — The Weinbaum Memorial Volume», 1936
- «Shifting Seas» — ж. «Amazing Stories», квітень 1937
- «Revolution of 1950» — ж. «Amazing Stories», жовтень-листопад 1938 (у співавторстві з Ральфом Мілном Фарлі)
- «Tidal Moon» — ж. «Thrilling Wonder Stories», грудень 1938 (у співавторстві з Хелен Вейнбаум)
- «Green Glow of Death» — ж. «Crack Detective and Mystery Stories», липень 1957

#### Романи
- «The Black Flame» — ж. «Startling Stories», січень 1939 року (перша і єдина публікація у вигляді окремої самостійної частини); Fantasy Press, 1948 (скомбінована версія з повісті-пріквела «Dawn of Flame» і «The Black Flame»); Tachyon Publications, 1997 (повна відновлена версія роману)
- «The New Adam» — Ziff-Davis, 1939
- «The Dark Rock» — Fantasy Publishing Company, 1950

#### Збірки
- «Dawn of Flame — The Weinbaum Memorial Volume» — Conrad H. Ruppert, 1936
- «A Martian Odyssey and Others» — Fantasy Press, 1949
- «The Red Peri» — Fantasy Press, 1952
- «A Martian Odyssey and Other Classics of Science Fiction» — Lancer, 1962
- «A Martian Odyssey and Other Science Fiction Tales» — Hyperion Press, 1974
- «The Best of Stanley G. Weinbaum» — Ballantine, 1974
- «Lunaria and Other Poems» — Strange Co, 1988 — збірник віршів
- «Interplanetary Odysseys: The Collected Science Fiction and Fantasy of Stanley G. Weinbaum» — Leonaur Ltd, 2006
- «Other Earths: The Collected Science Fiction and Fantasy of Stanley G. Weinbaum» — Leonaur Ltd, 2006
- «Strange Genius: The Collected Science Fiction and Fantasy of Stanley G. Weinbaum» — Leonaur Ltd, 2006
- «The Black Heart: The Collected Science Fiction and Fantasy of Stanley G. Weinbaum» — Leonaur Ltd, 2006